# 92-й меридіан західної довготи
92-й меридіан західної довготи — лінія довготи, що лежить на 92 градуси західніше Гринвіцького меридіана. Вона проходить від Північного полюса через Північний Льодовитий океан, Північну Америку, Атлантичний океан, Центральну Америку, Тихий океан, Південний океан та Антарктиду до Південного полюса.
92-й меридіан західної довготи формує велике коло разом із 88-тим меридіаном східної довготи.

## Список географічних об'єктів, що перетинає 92° зх. д.
Починаючи на Північному полюсі та рухаючись до Південного полюса, 92-й меридіан західної довготи проходить через:
| Координати                                                 | Країна, територія або море | Примітки                                                                                                |
| ---------------------------------------------------------- | -------------------------- | --- |
| 90°0′ пн. ш. 92°0′ зх. д. / 90.000° пн. ш. 92.000° зх. д.  | Північний Льодовитий океан | Проходить західніше острова Елсмір, Нунавут, Канада Проходить західніше острова Крюгер, Нунавут, Канада |
| 81°31′ пн. ш. 92°0′ зх. д. / 81.517° пн. ш. 92.000° зх. д. | Канада                     | Нунавут — проходить через острів Ф'єлдхолмен                                                            |
| 81°30′ пн. ш. 92°0′ зх. д. / 81.500° пн. ш. 92.000° зх. д. | Протока Нансена[en]        | |
| 81°11′ пн. ш. 92°0′ зх. д. / 81.183° пн. ш. 92.000° зх. д. | Канада                     | Нунавут — проходить через острів Аксел-Гейберг                                                          |
| 78°12′ пн. ш. 92°0′ зх. д. / 78.200° пн. ш. 92.000° зх. д. | Норвезька затока[en]       | |
| 76°39′ пн. ш. 92°0′ зх. д. / 76.650° пн. ш. 92.000° зх. д. | Канада                     | Нунавут — проходить через острів Девон                                                                  |
| 74°46′ пн. ш. 92°0′ зх. д. / 74.767° пн. ш. 92.000° зх. д. | Протока Паррі              | Протока Барроу                                                                                          |
| 74°0′ пн. ш. 92°0′ зх. д. / 74.000° пн. ш. 92.000° зх. д.  | Канада                     | Нунавут — проходить через острів Сомерсет                                                               |
| 72°47′ пн. ш. 92°0′ зх. д. / 72.783° пн. ш. 92.000° зх. д. | Протока Принца-Регента[en] | |
| 71°30′ пн. ш. 92°0′ зх. д. / 71.500° пн. ш. 92.000° зх. д. | Затока Бутія               | |
| 70°25′ пн. ш. 92°0′ зх. д. / 70.417° пн. ш. 92.000° зх. д. | Канада                     | Нунавут — проходить через півострів Бутія                                                               |
| 70°0′ пн. ш. 92°0′ зх. д. / 70.000° пн. ш. 92.000° зх. д.  | Затока Бутія               | Затока Лорд-Майор[en]                                                                                   |
| 69°33′ пн. ш. 92°0′ зх. д. / 69.550° пн. ш. 92.000° зх. д. | Канада                     | Нунавут — проходить через материк                                                                       |
| 62°49′ пн. ш. 92°0′ зх. д. / 62.817° пн. ш. 92.000° зх. д. | Гудзонова затока           | Затока Ранкін                                                                                           |
| 62°39′ пн. ш. 92°0′ зх. д. / 62.650° пн. ш. 92.000° зх. д. | Канада                     | Нунавут — проходить через материк                                                                       |
| 62°32′ пн. ш. 92°0′ зх. д. / 62.533° пн. ш. 92.000° зх. д. | Гудзонова затока           | |
| 57°3′ пн. ш. 92°0′ зх. д. / 57.050° пн. ш. 92.000° зх. д.  | Канада                     | Манітоба Онтаріо                                                                                        |
| 48°14′ пн. ш. 92°0′ зх. д. / 48.233° пн. ш. 92.000° зх. д. | США                        | Міннесота                                                                                               |
| 46°50′ пн. ш. 92°0′ зх. д. / 46.833° пн. ш. 92.000° зх. д. | Озеро Верхнє               | |
| 46°42′ пн. ш. 92°0′ зх. д. / 46.700° пн. ш. 92.000° зх. д. | США                        | Вісконсин Міннесота Айова Міссурі Арканзас Луїзіана — проходить через материк і острів Марш[en]         |
| 29°33′ пн. ш. 92°0′ зх. д. / 29.550° пн. ш. 92.000° зх. д. | Мексиканська затока        | |
| 18°43′ пн. ш. 92°0′ зх. д. / 18.717° пн. ш. 92.000° зх. д. | Мексика                    | Кампече Табаско Чіапас                                                                                  |
| 15°37′ пн. ш. 92°0′ зх. д. / 15.617° пн. ш. 92.000° зх. д. | Гватемала                  | |
| 14°21′ пн. ш. 92°0′ зх. д. / 14.350° пн. ш. 92.000° зх. д. | Тихий океан                | |
| 60°0′ пд. ш. 92°0′ зх. д. / 60.000° пд. ш. 92.000° зх. д.  | Південний океан            | |
| 72°35′ пд. ш. 92°0′ зх. д. / 72.583° пд. ш. 92.000° зх. д. | Антарктида                 | Проходить через Землю Мері Берд, на яку жодна країна не претендує                                       |